# Гамаль, Сергей Николаевич
Сергей Николаевич Гамаль (укр. Сергій Миколайович Гамаль; род. 22 августа 1976, Черновцы) — украинский футболист и тренер, полузащитник. Известный по выступлениям за черновицкую «Буковину». Провёл более 350 официальных матчей в составе украинских команд за годы независимости.

## Биография
Сергей Гамаль — воспитанник черновицкой ДЮСШ «Буковина», профессиональную карьеру начал в 1994 году именно в родной «Буковине». Дебютировал в высшей лиге Украины 12 марта того же года в матче против криворожского «Кривбасса». В 1995 году был призван на службу в вооруженные силы Украины, где по направлению попал в центральный спортивный клуб армии. По окончании срока службы Сергей вернулся в "Буковину.
В связи с неудачным сезоном 2000/01, в котором «Буковина» заняла последнее место в первой лиге, Гамаль, как и ряд других игроков, покинул родной клуб. Карьеру продолжил в клубе «Нафком-Академия» (Ирпень), а 2001 году по играл в команде «Черкассы». С 2003 по 2006 год выступил за родную «Буковину» и черниговскую «Десну». В 2007 году в составе клуба «Лужаны» стал бронзовым призёром любительского чемпионата Украины. После чего летом 2007 года вновь вернулся в родную команду, где отыграл два сезона и завершил профессиональную карьеру игрока.
В 2017 году уже в качестве тренера ДЮСШ трудоустроился в той же «Буковине», а именно помогал с тренерским процессом директору школы Юрию Крафту. В декабре 2018 года вошел в тренерский штаб Виталия Куницы, который накануне возглавил «Буковину». Также Сергей Николаевич параллельно стал и наставником юношеской команды, которая выступала во всеукраинской лиге юниоров.

## Достижения
Командные
ЦСКА (Киев)
- Победитель Второй лиги Украины: 1995/96
- Победитель Третьей лиги Украины: 1994/95

«Буковина» (Черновцы)
- Победитель Второй лиги Украины: 1999/00

«Нафком-Академия» (Ирпень)
- Победитель Второй лиги Украины: 2002/03
- Серебряный призёр Второй лиги Украины: 2001/02

«Десна» (Чернигов)
- Победитель Второй лиги Украины: 2005/06

## Статистика
| Украина           | Матчи | Количество забитых мячей |
| ----------------- | ----- | ------------------------ |
| Высшая лига       | 10    | 0                        |
| Первая лига       | 143   | 8                        |
| Кубок             | 21    | 1                        |
| Вторая лига       | 183   | 2                        |
| Третья лига       | 4     | 0                        |
| Кубок Второй лиги | 6     | 1                        |
| Всего за карьеру  | 367   | 12                       |

## Личная жизнь
Женат, в браке с Оксаной Гамаль воспитывает дочь Александру.